# Jules Mévisto
Jules Joseph Wisteaux dit Jules Mévisto ou Mévisto l'Aîné, né à Paris le 17 novembre 1857 et mort le 14 juin 1918 à Paris 10e, est un chanteur de café-concert, acteur de pantomime et chansonnier français.

## Biographie
Il débute en 1891 au concert de l'Horloge avant de connaître le succès comme mime et chansonnier sous le surnom de « Pierrot » à la Scala. Spécialisé dans la chanson sociale ou macabre, il compte parmi ses succès, Le Testament de Pierrot et Pierrot chante de Xavier Privas (1895), La Danse des ventres d'Anatole Lancel,  Les Bibis, Les Malchanceux , La Petite Correspondance du Gil-Blas, La Fin d'une bordée et Les Mal tournés de Léopold Gangloff, Mimi, La Morgue, La Mort du propre à rien, La Chanson du rouet, Les Veuves du Luxembourg et Le Lamento du macchabée de Gaston Maquis (1895), Les Camarades de Léonvic, Ceux d'la côte de Marie Krysinska, Jean-Pierre, Mes moutons de Marcel Legay, Les Gaîtés du métro (1905), Le Pitre de Harlem et surtout La Veuve de Jules Jouy, créée par  Paul Félix Taillade en 1887,.
| - Fac simulé de l'Affiche par Henri-Gabriel Ibels. - Fac simulé de l'Affiche par Henri-Gabriel Ibels. - Fac simulé de l'Affiche par Maximilien Luce. |

En 1896, il joue Mademoiselle Fifi d'Oscar Méténier d'après Guy de Maupassant avec la troupe du Théâtre-Libre d'Antoine dont fait partie son frère, Auguste dit Mévisto le jeune.
De 1906 à 1909, il seconde son frère à la direction de La Bodinière, rebaptisé alors « Théâtre Mévisto » mais un procès contre la comédienne Polaire les contraint à la fermeture.
En 1911, il dirige le «Conservatoire de la Chanson», d'abord au 58 rue Pigalle, puis au 41 rue des martyrs, avec pour élèves notamment Régine Flory, Musidora, Léna Bruze, Blanche de Vinci, Lily Scott, Dona Lisa et Renée Lussac.
Il meurt le 15 juin 1918 à l'hôpital Lariboisière de Paris.
Il écrit deux ouvrages avec Dominique Bonnaud, La Question du Schah et Victor Hugo en omnibus (1902).

## Filmographie partielle
- 1911 : Le Courrier de Lyon ou L'Attaque de la malle-poste d'Albert Capellani
- 1911 : La Poupée de l'orpheline (ou La Poupée brisée) d'Albert Capellani
- 1911 : Le Mémorial de Sainte-Hélène (ou La Captivité de Napoléon) de Michel Carré